# فهرست فرودگاه‌های نیوهمپشایر

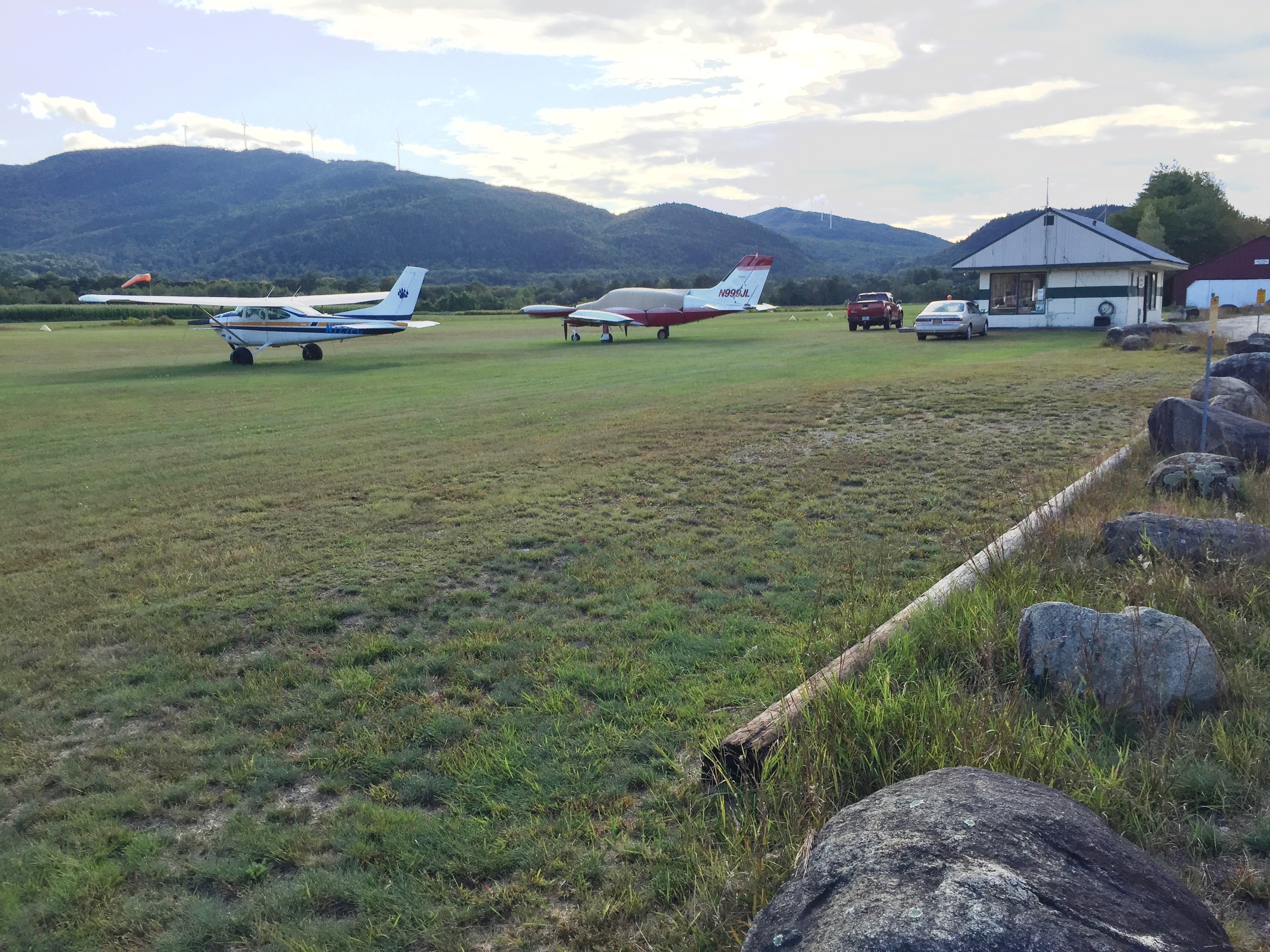
فرودگاه‌های نیوهمپشایر

این فهرست شامل فهرست فرودگاه‌های نیوهمپشایر است که براساس گروه، نوع و مکان آن‌ها مرتب شده‌اند. نیوهمپشایر یکی از ایالات آمریکا است.

## فرودگاه‌ها
این فهرست شامل اطلاعات زیر می‌باشد:
- شهر خدمت‌رسانی - شهری که عموماً به فرودگاه نسبت داده می‌شود و به آن نام در اداره هوانوردی فدرال ثبت شده است. این شهر همیشه مکان واقعی فرودگاه نیست چراکه برخی از این فرودگاه ها در شهرک‌هایی خارج از شهر اصلی خدمت‌رسانی خود واقع شده‌اند. این فهرست، همهٔ شهرهای سرویس داده شده را دربر نمی‌گیرد. این شهرها را می‌توان در نوشتار مربوط به هر فرودگاه یافت.
- FAA - شناسه موقعیت فرودگاه بر پایه اطلاعات اداره هوانوردی فدرال (FAA).
- IATA - شماره اختصاص‌داده‌شده به فرودگاه توسط انجمن بین‌المللی حمل و نقل هوایی (IATA). مواردی که این شناسه با شناسه مورد استفادهٔ اداره هوانوردی فدرال هماهنگ نیستند پررنگ شده‌اند.
- ICAO - نشان‌گر موقعیت اختصاص‌داده‌شده توسط سازمان بین‌المللی هوانوردی غیرنظامی (ایکائو).
- نام فرودگاه - نام رسمی فرودگاه. مواردی که به صورت پررنگ نشان داده شده‌اند بیانگر این هستند که فرودگاه برای شرکت‌های هواپیمایی تجاری، خدمات زمان‌بندی‌شده ارائه می‌کند.
- کاربری (Role) - یکی از موارد چهارگانه دسته‌بندی فرودگاهی اداره هوانوردی فدرال، که طبق گزارش ارائه‌شده در طرح ملی سامانه‌های فرودگاهی یک‌پارچه (NPIAS)، بین سال‌های ۲۰۰۹-۲۰۱۳ شامل موارد زیر است:
  - P: خدمات تجاری - دست‌اول (Primary) که شامل فرودگاه‌های دولتی‌ای است که خدمات مسافربری منظم ارائه می‌کنند و سالانه به بیش از ۱۰ هزار مسافر خدمات می‌دهند.

فرودگاه‌های دست‌اول توسط اداره هوانوردی فدرال به مراکز اصلی زیر طبقه‌بندی شده‌اند:
- -     - L: مرکز بزرگ که ۱% از کل مسافرت‌های هوایی ایالات متحده آمریکا (در طی یک سال) را دربرمی‌گیرد.
    - M: مرکز متوسط که برای ۰٫۲۵% از کل مسافرت‌های هوایی ایالات متحده آمریکا (در طی یک سال) در نظر گرفته شده‌است.
    - S: مرکز کوچک که برای ۰٫۰۵% تا ۰٫۲۵% از کل مسافرت‌های هوایی ایالات متحده آمریکا (در طی یک سال) در نظر گرفته شده‌است.
    - N: مرکز نیست که برای کمتر از ۰٫۰۵% از کل مسافرت‌های هوایی ایالات متحده آمریکا (در طی یک سال) در نظر گرفته شده‌است.

  - CS: خدمات تجاری - غیر دست‌اول که شامل فرودگاه‌های دولتی‌ای است که سالیانه حداقل به ۲۵۰۰ مسافر خدمات می‌دهند.
  - R: فرودگاه‌های کمکی که توسط اداره هوانوردی فدرال برای کاهش فشار بر فرودگاه‌های بزرگ و نیز افزایش دسترسی جامعه به خدمات هوایی ایجاد شده‌اند.
  - GA: فرودگاه‌های اختصاص یافته به هوانوردی عمومی، که بیشترین تعداد از فرودگاه‌های آمریکا را دربر می‌گیرند.
- Enpl - تعداد مسافرت‌های انجام شده در فرودگاه در طی سال ۲۰۰۸ (بر اساس آمار اداره هوانوردی فدرال)
- Airspace - دستهٔ (کلاس) حریم هوایی درنظرگرفته‌شده برای آن فرودگاه.(مقادیر داده‌شده در پرانتز بیانگر این هستند که فرودگاه در حریم هوایی یک فرودگاه دیگر واقع شده است و نیز آن حریم هوایی را نشان می‌دهند) به طور کلی، فرودگاه‌های دستهٔ B شلوغ‌ترین فرودگاه‌ها هستند و بعد از آن‌ها به ترتیب دسته‌های C، D، E و G قرار دارند.

| شهر                     | شناسه موقعیت | یاتا | ایکائو | نام فرودگاه                                     | کاربری | مسافر در سال |
| ----------------------- | ------------ | ---- | ------ | ----------------------------------------------- | ------ | ------------ |
|                         |              |      |        | Commercial service – primary airports           |        |              |
| منچستر (نیوهمپشایر)     | MHT          | MHT  | KMHT   | فرودگاه منطقه‌ای منچستر-بستون                    | P-M    | ۱٬۸۳۴٬۸۷۵    |
| ریموند، نیوهمپشایر      | PSM          | PSM  | KPSM   | فرودگاه بین‌المللی پورتسموث ات پیس               | P-N    | ۴۹٬۹۶۲       |
|                         |              |      |        | Commercial service – nonprimary airports        |        |              |
| لبنان، نیوهمپشایر       | LEB          | LEB  | KLEB   | فرودگاه شهری لبنان (نیوهمپشر)                   | CS     | ۸٬۲۹۴        |
|                         |              |      |        | Reliever airports                               |        |              |
| نیوفیلدس، نیوهمپشایر    | ASH          | ASH  | KASH   | فرودگاه شهری نشوا (Boire Field)                 | R      | ۴۸           |
|                         |              |      |        | General aviation airports                       |        |              |
| برلین، نیوهمپشایر       | BML          | BML  | KBML   | فرودگاه منطقه‌ای برلین (was Berlin Municipal)    | GA     | ۱۰           |
| کلیرمانت، نیوهمپشایر    | CNH          | CNH  | KCNH   | فرودگاه شهری کلیرمانت                           | GA     | ۲            |
| کنکورد (نیوهمپشایر)     | CON          | CON  | KCON   | فرودگاه شهری کنکورد                             | GA     | ۴۳۵          |
| Haverhill               | 5B9          |      |        | فرودگاه دین ممریال                              | GA     | ۲            |
| جاففری، نیوهمپشایر      | AFN          | AFN  | KAFN   | فرودگاه جفری–محله هوایی سیلور رنچ               | GA     | ۳۳           |
| کین، نیوهمپشایر         | EEN          | EEN  | KEEN   | فرودگاه دیلانت-هاپکینس                          | GA     | ۴۵           |
| لکوونیا، نیوهمپشایر     | LCI          | LCI  | KLCI   | فرودگاه شهری لکونیا                             | GA     | ۲۱۲          |
| نرت کانوی، نیوهمپشایر   | 2B3          | NWH  |        | فرودگاه صحرایی پارلین                           | GA     | ۲            |
| پرتسموت، نیوهمپشایر     | 1P1          |      |        | فرودگاه شهری پلیموث، نیو همپشایر                | GA     | ۵            |
| سنبورنویل، نیوهمپشایر   | DAW          |      | KDAW   | فرودگاه اسکای‌هیون (نیوهمپشایر)                  | GA     |              |
| ویلتون، نیوهمپشایر      | HIE          | HIE  | KHIE   | ماونت واشینگتن ریجنل فرودگاه                    | GA     | ۴            |
|                         |              |      |        | Other public-use airports (not listed in NPIAS) |        |              |
| Alton Bay               | B18          |      |        | پایگاه آب‌نشین التن بی                           |        |              |
| بریستول، نیوهمپشایر     | 2N2          |      |        | Newfound Valley Airport                         |        |              |
| کولبروک، نیوهمپشایر     | 4C4          |      |        | Gifford Field                                   |        | ۲            |
| Errol                   | ERR          | ERR  | KERR   | Errol Airport                                   |        | ۲            |
| Franconia               | 1B5          |      |        | فرودگاه فرانکونیا                               |        |              |
| گورام، نیوهمپشایر       | 2G8          |      |        | فرودگاه گرم                                     |        |              |
| همپتون، نیوهمپشایر      | 7B3          |      |        | Hampton Airfield                                |        |              |
| Deering                 | 8B1          |      |        | محله هوایی هاوترن-فاتر                          |        | ۶            |
| Moultonborough          | 5M3          |      |        | Moultonboro Airport                             |        | ۱            |
| Twin Mountain           | 8B2          |      |        | Twin Mountain Airport                           |        |              |
|                         |              |      |        | Notable private-use airports                    |        |              |
| همپتون، نیوهمپشایر      | NH35         |      |        | Fisher Scientific Heliport                      |        | ۱۳           |
| لوودون، نیوهمپشایر      | NH59         |      |        | Speedway Heliport                               |        |              |
| Pembroke                | NH33         |      |        | Brigham Heliport                                |        | ۲۰۰          |
| وولفبورو، نیوهمپشایر    | NH31         |      |        | Mountain View Field                             |        | ۹            |
|                         |              |      |        | Notable former airports                         |        |              |
| ولپول شمالی، نیوهمپشایر | CWN          |      |        | فرودگاه نیور همپشایر (وایت ماونتین) (1930-1988) |        |              |

پانویس:
1. ↑  Lebanon Municipal Airport is listed as a commercial service – primary airport in the 2009–2013 NPIAS, but is a commercial service – nonprimary airport based on 2008 enplanements.